# 아오노 미키
아오노 미키(일본어: 蒼乃 美希 あおの みき[*], 한국명: 김나현)는 도에이 애니메이션의 프리큐어 시리즈 《프레시 프리큐어!》에 등장하는 가공의 인물이다. 애니메이션에서 목소리를 연기한 성우는 일본판은 키타무라 에리, 한국판은 소연이다.

## 개요
큐어 베리로 변신하며, 변신 시 파트너는 브룬(블루링). "체인지 프리큐어 비트업!"이라고 외치며 변신한다. 프리큐어로 각성은 2화. 신장은 164cm, 혈액형은 A형.

### 인물
예능학교인 사립 토리고 학원 중등부 2학년. 헤어&네일 샬롱을 운영하는 어머니와 단 둘이서 살고 있다. 이치죠 카즈키라는 남동생이 있으며, 부모님이 이혼해서 서로 따로 살고 있지만, 사이가 매우 좋아 가끔씩 만나면서 병약한 동생을 챙겨주기도 한다. 4명 중 가장 키가 크며, 말버릇은 "난 역시 완벽해!"(일본어: あたし完璧!)
모모조노 러브, 야마부키 이노리와는 소꿉친구 사이이며, 애칭은 미키땅(美希たん). 스포츠 만능에, 멋부림에 민감한 편이고 항상 자신을 아름답게 보이려고 노력하는 소녀. 그 수려한 용모덕분에 주위로부터 동경의 시선을 한몸에 받고있다. 세계적인 패션 모델이 되는 게 꿈이라서 자기관리를 확실히 하며, 현재도 독자 모델로서 재능을 펼치고 있다. 나중에 러브의 댄스 레슨팀으로 동참해 같이 연습 중이다.
프리큐어 내에서 정신적으로 가장 어른스러운 언니 타입으로, 상황을 받아들이는 포용력이나 프리큐어로서 사명감과 책임감은 셋 중 가장 강하다. 러브가 패닉에 빠지면 마음을 독하게 먹으라고 다그치며 따끔한 말을 하면서까지 정신차리게 한 것도 그녀. 또한 신중하고 관찰력도 좋아서, 당초 히가시 세츠나가 러브 일행을 속이고 있을 때 유일하게 그녀의 정체를 의심하면서 결과적으로 가장 먼저 눈치챘다.
한편 어린 시절 트라우마때문에 문어만 보면 싫어하며, 타코야끼 가게의 간판만 봐도 질겁 할 정도지만, 나중에 큐어 패션을 구하기 위해 이를 극복한다.

## 큐어 베리
"블루의 하트는 희망의 상징! 갓 쌓은(상큼한) 프레쉬, 큐어 베리!"(ブルーのハートは希望のしるし!つみたてフレッシュ、キュアベリー!) 이미지 색은 파란색.
2화에서 브룬의 힘에 의해 각성한 프리큐어(희망의 전사)로 본 작품에 있어서 두 번째 멤버. 모티브는 블루베리,변신 뱅크의 모티브는 피겨 스케이팅.
머리 색은 변신 전의 푸른 보랏빛 머리에서 연보라색으로 변하며, 눈동자 색도 남색에서 푸른 보랏빛으로 변한다. 머리모양은 긴 생머리에서 롤머리의 사이드 테일로 변한다. 변신 후 복장의 기본 테마색은 파란색으로, 다른 3명보다 허리에 리본과 부츠 길이가 가장 길고, 검은색 오버니삭스에 유일하게 배꼽을 드러내고 있다. 완장의 길이는 큐어 피치와 비슷하다.
전투 스타일은 주로 발차기 공격이 많고, 그 위력도 뛰어나다고 분석 결과가 나왔다. 또한 베리 소드를 미끼로 써서 적을 속이는 등 두뇌를 활용한 작전도 많이 구사한다.
필살기
- 프리큐어 에스포워르 샤워[5]

손을 스페이드 모양으로 한 후 푸른 빛을 내는 기술.
- 프리큐어 에스포워르 샤워 프레쉬

"울려라! 희망의 리듬!"(響け!希望のリズム!)이라는 구호와 함께 큐어 스틱 베리 소드에서 발사되는 강력한 필살기. 푸른 스페이드형 빛의 에너지가 적을 감싸 정화한다.